# Koszmosz–204
A Koszmosz–204 (DS-P1-I) (GRAU jel: 11F620) (oroszul: Космос 204) a szovjet Koszmosz műhold-sorozat tagja. Technikai műhold, mérési radarállomások etalonja.

## Küldetés
1966-tól 1977-ig a radarállomások (felderítés, követés, pályaelemek meghatározása) beállítására használták. Polgári (űrhajózási, csillagászati) és katonai (légvédelmi – szárazföldi, tengeri) radarállomások (eszközök) mérési etalonjaként szolgált.

## Jellemzői
Dnyipropetrovszk (ukránul: Дніпропетровськ), orosz nevén Dnyepropetrovszk (oroszul: Днепропетровск), Ukrajnában OKB–586 a Déli Gépgyár (Juzsmas) volt a központja több Koszmosz műhold összeszerelésének. Üzemeltetője a moszkvai honvédelmi minisztérium (Министерство обороны).
1968. március 5-én a Pleszeck űrrepülőtérről Koszmosz–2M (63SZ1M) segítségével indították Föld körüli pályára. Az orbitális egység pályája 95,9 perces, 71 fokos hajlásszögű, elliptikus pálya-perigeuma 282 kilométer, apogeuma 873 kilométer volt. Hasznos tömege 400 kilogramm. A sorozat felépítését, szerkezetét, alapvető fedélzeti rendszereit tekintve egységesített, szabványosított tudományos-kutató űreszköz. Formája henger, átmérője 1,2 méter, hossza 1,8 méter. Áramforrása kémiai, illetve a felületét burkoló napelemek energiahasznosításának kombinációja (akkumulátor, napelemes energiaellátás – földárnyékban puffer-akkumulátorokkal).
A Koszmosz–148 űreszköz programját folytatta, 1968-ban az első etalon, technikai műhold.
1969. március 3-án belépett a légkörbe és megsemmisült.